# Chiedi di me
Chiedi di me è un singolo di Renato Zero pubblicato nel 2013 in download digitale, estratto dall'album Amo - Capitolo I.

## Descrizione
Il singolo viene pubblicato per promuovere l'album Amo - Capitolo I, a poco meno di due settimane dalla sua uscita.
L'album Amo, reso disponibile il 15 febbraio alla preordinazione su iTunes, contiene oltre alla versione normale di Chiedi di me anche una versione remix firmata P. Galeazzi.
Chiedi di me (che secondo quanto annunciato da Radio Italia riprende un po' gli stili della celebre Triangolo) è stata definita il manifesto del più profondo Zero Pensiero di sempre.
In questa canzone Renato Zero, servendosi di un ritmo dance e al contempo di una significativa orchestra, invita gli ascoltatori ad essere sé stessi e non cambiare per nessuno («Chiedi di me a questi bigotti laggiù, I dubbi che seminai non li sciolsero mai, Poveri Cristi! Corpi deserti! Quindi se puoi non deludermi mai… Osa di più, falli tremare dai!») e si pone addirittura in prima persona offrendo sé stesso in aiuto («Chiedi di me, certi trucchi li so, eccoci qua, stesse modalità, ritorna l'ipocrisia, falsa moralità. L'odio si accende... quel sarcasmo pungente. E la bellezza di quegli anni tuoi fatica a mostrarti: posso capirti, sai!»).

## Video musicale
Nelle radio visioni sono state mandate tre versioni del videoclip del singolo di lancio dell'album: su RTL 102.5 viene mandata la registrazione dell'esecuzione in playback del brano il 7 marzo 2013 alla presentazione al Piper Club di Roma. In tutte le altre radiovisioni viene mandato il brano con varie immagini e video del passato di Renato. Altre radiovisioni e canali televisivi, che settimanalmente propongono le classifiche italiane, trasmettono il video caricato su YouTube, che presenta la copertina del CD Amo - Capitolo I con sovrascritto "Chiedi di me".

## Tracce
1. Chiedi di me – 4:13

## Formazione
- Renato Zero - voce
- Phil Palmer - chitarra acustica, chitarra elettrica
- Simon Bloor - pianoforte, organo Hammond
- Ash Soan - batteria
- Trevor Charles Horn - basso
- Julian Hinton - tastiera, programmazione
- Luis Jardim - percussioni
- Everton Nelson - violino